# Croton mazapensis
Espèce
Croton mazapensis est une espèce de plantes à fleurs du genre Croton et de la famille Euphorbiaceae présente au Mexique.
Il a pour sous-espèces :
- Croton mazapensis var. mazapensis, présente au Mexique (Chiapas) et ayant pour synonymes :
  - Croton gonzalezii, Greenm., 1903
  - Croton morifolius var. obtusifolius, Müll.Arg., 1865
  - Croton rzedowskii, M.C.Johnst, 1968
  - (en) Catalogue of Life : Croton mazapensis mazapensis
- Croton mazapensis var. obtusifolius, (Müll.Arg.) G.L.Webster, 2001, présente au Mexique.
  - (en) Catalogue of Life : Croton mazapensis obtusifolius (Müll.Arg.) G.L.Webster
- Croton mazapensis var. pacificus, G.L.Webster, 2001, présente au Mexique (Sinaloa, Jalisco).
  - (en) Catalogue of Life : Croton mazapensis pacificus G.L.Webster